# (3166) Клондайк
(3166) Клондайк (англ. Klondike) — типичный астероид главного пояса, который был открыт 30 марта 1940 года финским астрономом Ирьё Вяйсяля в обсерватории Турку и назван в честь крупного месторождения золота на Аляске в районе реки Клондайк, которая стала символом начавшейся затем Золотой лихорадки.

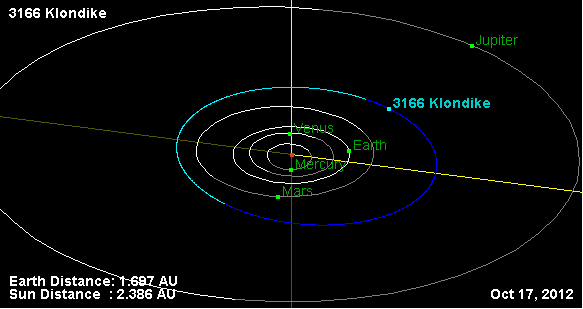
Орбита астероида Клондайк и его положение в Солнечной системе